# クリント・ボルトン
クリント・ブライアン・ボルトン（Clint Brian Bolton、1975年8月22日- ）は、オーストラリア・バンダバーグ出身の元同国代表のサッカー選手。

## 経歴

### スベン・ストライカーズ
オーストラリア国立スポーツ研究所で1年間過ごした後、1993年にブリスベン・ストライカーズFCと契約した。ここでは7シーズンで178試合に出場。そのうち51試合クリーンシートを達成。在籍中の1997年には、リーグ優勝のタイトルを獲得。2000年にシドニー・オリンピックFCへ移籍した。

### シドニー・オリンピックFC
3シーズンの間に、95試合出場32試合クリーンシートを達成。2002年にリーグ優勝し、2003年は決勝へ進出するもパース・グローリーFCに敗北した。3シーズン過ごした後、パラマッタ・パワーと契約を結んだ。

### パラマッタ・パワー
1シーズン在籍。27試合に出場中11試合クリーンシートを達成。2004年のNSL最終年。チームは決勝に進出、パース・グローリーと対戦した。この試合は、1977年から始まったNSL最後の優勝チームとなる。それは、ボルトンにとって300試合出場してきたリーグの最後でもあった。しかし、チームは0-1で敗北した。NSLが終了後、ボルトンは練習とコンディションを保つため別のクラブを探していた。まず、フレイザー・パークFCと契約を結び10試合出場し、その後APIAライカート・タイガーズと契約を結んだ。それから、Aリーグに参加するシドニーFCに参加した。

### シドニーFC

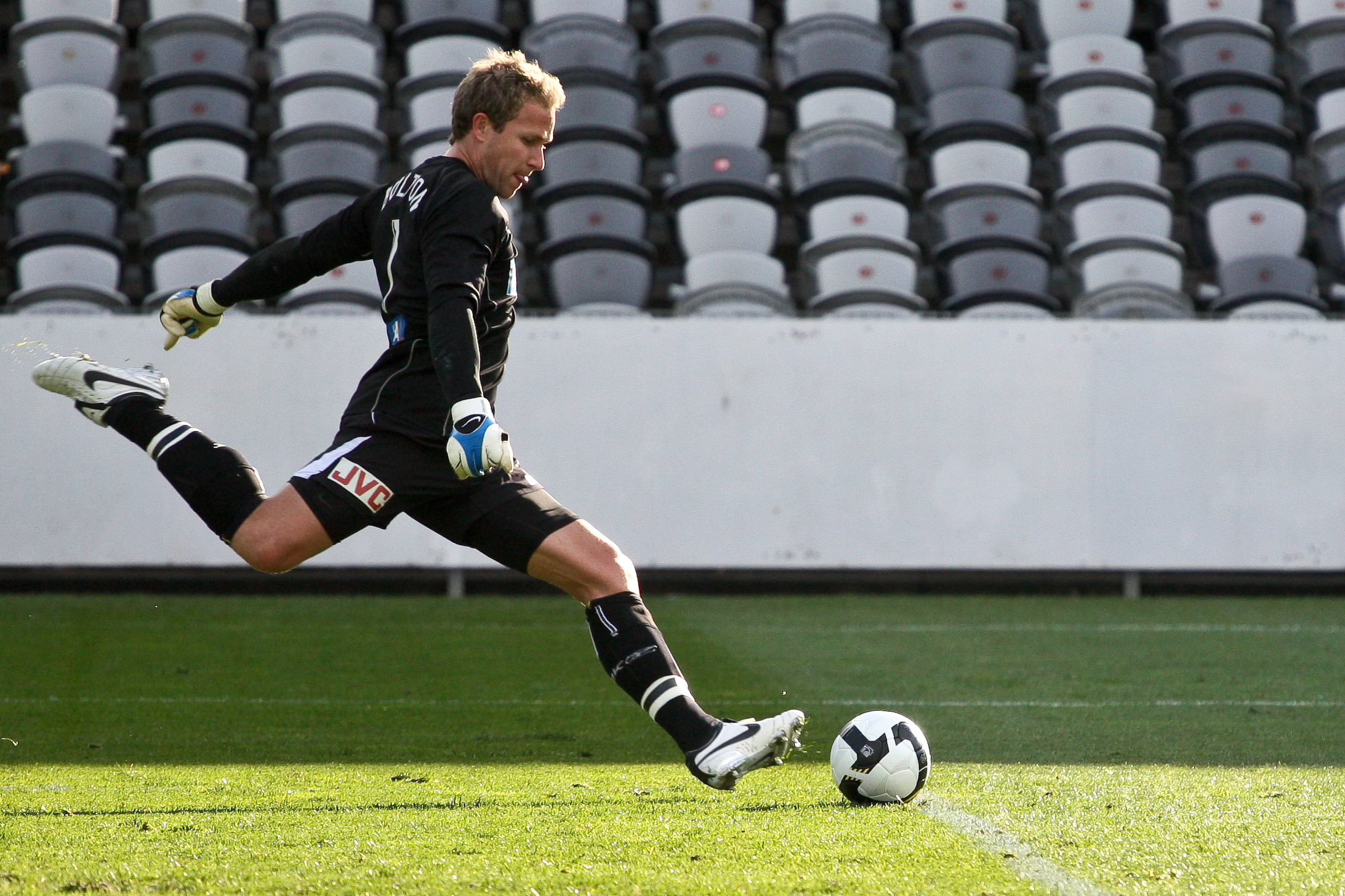
シドニーFCでFKを蹴るボルトン

2005年8月28日のメルボルン・ビクトリーFC戦でデビューをした。その年のリーグは、決勝まで進みセントラルコースト・マリナーズFC相手に1-0で勝利し見事初代Aリーグ王者になった。ボルトン自身は、リーグ戦全試合出場5試合クリーンシートを達成。この活躍からドワイト・ヨーク、アルビン・チェッコリ、デヴィッド・カーニーなど他の候補者を押しのけ、クラブの年間最優秀選手に選ばれた。この賞を受賞したボルトンは、喜びを語った。
"チームメイトから投票される、この賞を受賞出来て光栄です。今年は、リーグ優勝しFIFAクラブワールドカップに出場するというシドニーFCにとって素晴らしい年になりました。"
2007年1月1日に、5試合連続クリーンシートを達成。セントラルコースト・マリナーズのGKダニー・ヴコヴィッチが記録した4試合連続クリーンシートを塗り替えた。2006-07シーズンは、再び全試合に出場。クラブの最多出場選手になった。そんな中、2010年にクラブを退団することを決定。その後の試合で、ボルトンはスタンディングオベーションで観客に迎えられた。

### メルボルン・ハートFC
2010年2月16日に、クラブの初代GKとして、Aリーグへ新たに参加するメルボルン・ハートFCと契約。メルボルン・ハートでの最初のシーズンは、全30試合に出場。7試合のクリーンシートを達成した。この結果、クラブの最優秀選手の栄誉に輝いた。

### 代表
U-20代表としてカタールで開催された1995 FIFAワールドユース選手権に参加した。1996年のアトランタオリンピック予選に出場したが、本大会のメンバーには選ばれなかった。2000年のパラグアイ代表戦でA代表デビュー。また、この年に開催されたOFCネイションズカップ2000の優勝メンバーだった。その後、2001年のトンガ代表・フィジー代表戦でゴールマウスを守り、共に無失点に抑え、出場した3試合全てでクリーンシートを記録した。
それから20試合もベンチで過ごしていたが、2006年8月16日、AFCアジアカップ2007 (予選)のクウェート代表戦でスタメン出場。2-0の無失点で抑えた。

## 個人タイトル
- Aリーグ最優秀GK : 2005-06